# Tomoiki Ki wo Uetai
Tomoiki Ki wo Uetai (ともいき・木を植えたい, signifiant « on veut planter des arbres »), est un groupe féminin de J-pop du Hello! Project, composé d'idoles japonaises du Hello! Pro Egg.

## Histoire
Tomoiki Ki wo Uetai est créé en 2005 dans le cadre d'un festival sur l'environnement, en support d'une fondation pour l'écologie, Plant a Tree. Il est au départ composé de Arisa Noto, Yūka Maeda, Konatsu Furukawa, Kaede Ōse, et Kanna Arihara. Cette dernière est remplacée par Saki Mori en janvier 2006 à la suite de son départ pour le groupe °C-ute. En 2006, Tomoiki Ki wo Uetai sort un single en distribution limitée en faveur de la fondation, Minna no Ki, et participe à divers activités touchant à l'écologie. Début 2007, Ayumi Yutoku remplace Kaede Ōse, transférée du H!P avec THE Possible qu'elle avait rejoint en septembre 2006. En fin d'année, Yutoku quitte à son tour le H!P, remplacée par Akari Saho, avant la mise en sommeil du groupe.
Yūka Maeda rejoint Shugo Chara Egg! en 2008, puis part en avril 2009 pour S/mileage. Arisa Noto rejoint Ongaku Gatas en 2007, puis quitte le H!P en septembre 2009. Tomoiki Ki wo Uetai est alors temporairement réactivé, avec l'ajout de 12 nouveaux membres aux 3 restantes, 11 issues du Hello! Pro Egg et une Up-Front Egg, partagées cette fois en quatre équipes de 3 ou 4 membres.

## Membres
- Konatsu Furukawa (ja:古川小夏?)
- Saki Mori (ja:森咲樹?)
- Akari Saho (佐保明梨?) (Shugo Chara Egg!)

arrivées en 2009
- Minami Sengoku (仙石みなみ?) (Ongaku Gatas)
- Sayaka Kitahara (北原沙弥香?) (ex-MilkyWay)
- Yū Kikkawa (吉川友?) (ex-MilkyWay)
- Irori Maeda (前田彩里?) (Shugo Chara Egg!)
- Mizuki Fukumura (譜久村聖?) (Shugo Chara Egg!)
- Rie Kaneko (ja:金子りえ?)
- Manami Arai (ja:新井愛瞳?)
- Asuna Okai (ja:岡井明日菜?)
- Mia Sainen (ja:西念未彩?)
- Rina Katsuta (勝田里奈?)(future S/mileage)
- Ayano Satō (ja:佐藤綾乃?)
- Kaori Sano (ja:佐野香織里?) (Up-Front Egg)

ex-membres
- Kanna Arihara (有原栞菜?), part en janvier 2006 pour °C-ute, quitte le H!P en 2009
- Kaede Ōse (大瀬楓?), rejoint THE Possible en septembre 2006, transférée du H!P en 2007
- Ayumi Yutoku (ja:湯徳歩美?), quitte le H!P en novembre 2007
- Yūka Maeda (前田憂佳?), rejoint Shugo Chara Egg! en 2008, part en avril 2009 pour S/mileage
- Arisa Noto (能登有沙?), rejoint Ongaku Gatas en 2007, quitte le H!P en septembre 2009

## Single
Minna no Ki (みんなの木, « notre arbre à tous ») est l'unique single du groupe Tomoiki Ki wo Uetai, paru le 16 septembre 2006 sur un label indépendant lié à Up-Front Works. Il est disponible à la vente uniquement sur les sites du Hello! Project et de la fondation écologique Plant a Tree (« planter un arbre »), à laquelle les bénéfices sont reversés. La chanson-titre figurera sur la compilation de fin d'année du H!P Petit Best 7, puis sur la compilation Hello! Project Special Unit Mega Best de fin 2008.
Interprètes
Arisa Noto, Yūka Maeda, Kaede Ōse, Konatsu Furukawa, Saki Mori
Titres
- Minna no Ki (みんなの木?)
- Shiritai Koto Ippai (知りたいこといっぱい?)
- Minna no Ki (Instrumental) (みんなの木...?)